# Gérard Glatt
Pour les articles homonymes, voir Glatt (homonymie).
Gérard Glatt est un écrivain français, auteur de romans, de poésie et de contes.

## Biographie
Né à Montgeron, en 1944, Gérard Glatt est romancier et poète. Il a également écrit pour la jeunesse.
Si ses premiers souvenirs, en même temps que ses premières frayeurs, sont de l’été 47, sur la côte normande – le bruit de la mer, quand elle s’écrase sur les récifs, l’apeure –, ses joies d’enfant, c’est à la maladie qu’il les doit. Il n’a alors que sept ans lorsqu’une primo infection tuberculeuse le cloue au lit pendant des mois. Il découvre la lecture ; sa mère lui achète un livre tous les deux jours, son père, chaque vendredi, lui en rapporte un, plus épais que les autres.
Pendant ses études secondaires, Gérard Glatt a pour professeurs l'écrivain Jean Markale, spécialiste de la littérature celtique, puis René Khawam, orientaliste de renom, puis, en première et philo, Roger Vrigny, Prix Femina en 1963, puis Grand Prix de l’Académie française pour l’ensemble de son œuvre, qui lui fera rencontrer Jacques Brenner, alors éditeur chez Julliard. L'un et l'autre l'encouragent à poursuivre ses débuts littéraires : il leur a déjà soumis plusieurs textes.
En 1977, il publie son premier roman : Holçarté, chez Calmann-Lévy, où il a retrouvé Roger Vrigny. En 1981, chez Hachette, sortent les Contes du Pays Basque, ouvrage destiné aux adolescents et, en 1994, au Livre de Poche Jeunesse, 3 contes du Pays Basque.
Entre temps, Gérard Glatt, entré dans l'administration des finances en 1969, a non sans peine repris sa liberté en 1974 pour diriger un cabinet de conseils en commerce extérieur. En 2000, le développement de l'Internet le conduit à créer une start-up spécialisée en marketing direct. Durant ces années, il n’a jamais cessé d’écrire.
Aujourd'hui, Gérard Glatt partage son temps entre l'Ile de France (Rueil-Malmaison) et la Bretagne (Cancale). Et il ne se consacre plus qu'à l'écriture. Ecrire, ce besoin qu'il éprouve depuis toujours, sans se l'expliquer, mais qu’il assume avec bonheur. Alors, les romans se succèdent que les éditions Orizons et de Borée publient tout d’abord, puis ce sont Les Presses de la Cité, avec entre autres : Retour à Belle Etoile, Les sœurs Ferrandon, plus récemment Gailland, père et fils, et les éditions Ramsay, avec Tête de paille, une autofiction. En 2022, il rejoint les éditions Christine Bonneton, avec un nouveau roman : Juste avant l’espérance.
Gérard Glatt est sociétaire de la Société des Gens de Lettres (SGDL) et membre du PEN Club français. Il est également membre de la Maison des Ecrivains et de la Littérature (MEL), de l'Association des Ecrivains de Bretagne (AEB) et de la Société des Poètes français. Il est membre du jury du Prix de la Traduction du PEN Club français.

## Œuvres
Romans
- Holçarté, roman, Calmann-Lévy, 1977.
- Une poupée dans un fauteuil, roman, Orizons, 2008.
- L’Impasse Héloïse, roman, Orizons, 2009.
- Une jeune fille différente, roman, Orizons, 2011.
- Le Temps de l'oubli, roman, De Borée, 2012.
- Le Destin de Louise, roman, De Borée, 2013 ; Presses de la Cité, Coll. Trésors de France, 2018.
- La Chouette idée d’Alexandre Pluche, roman, De Borée, 2014 ; France Loisirs, 2015 ; Editions du Signe, 2022.
- Retour à Belle Étoile, roman, Presses de la Cité, 2016 ; Grand Livre du Mois, 2016 ; Editions A vue d’œil, 2016 ; France Loisirs, 2017 (Prix Salondulivre.net 2017).
- Les Sœurs Ferrandon, roman, Presses de la Cité, 2017 ; Grand Livre du Mois, 2017 ; Editions A vue d’œil, 2017 ; France Loisirs, 2018 (Médaille d'or 2017 - Concours littéraire international de Servon sur Vilaine).
- Et le ciel se refuse à pleurer..., roman, Presses de la Cité 2018 ; Grand Livre du Mois, 2018 ; Editions A vue d’œil, 2018.
- L'Enfant des Soldanelles, roman, Presses de la Cité 2019; Grand Livre du Mois, 2019 ; Editions A vue d’œil, 2019.
- Tête de paille, roman, Ramsay, 2020
- Gailland, père et fils, Presses de la Cité, 2021 ; Editions A vue d'œil, 2021
- Juste avant l'espérance, Christine Bonneton Editeur, 2022
- La compagnie des mouches, Christine Bonneton Editeur, 2023

Livres pour la jeunesse
- Contes du Pays basque, Hachette Jeunesse, 1981.Contes du Pays basque, Hachette, 1981
- 3 contes du Pays basque, Livre de Poche Jeunesse, 1994.

Poésie
- Si les mots savaient ce qu'ils disent (extraits), Voix d'Encre, revue no 51, 2014
- Nostalgie 89, Editions du Cygne, 2019.

Collaboration
- Revues littéraires : Europe et Littératures et Cie